# ハルトムート・マウラー
ハルトムート・マウラー（Hartmut Maurer, 1931年3月6日 - 2024年1月6日）は、ドイツの法学者である。シュトゥットガルト出身。

## 略歴
マウラーは牧師の息子として生まれ、テュービンゲン大学とゲッティンゲン大学で法学を学んだ。1954年にテュービンゲン、1959年にシュトゥットガルトで国家試験に合格した。ゲッティンゲン大学では、1957年に福音主義教会の行政裁判所管轄権についてヴェルナー・ヴェーバーの指導を受け博士号を得た。テュービンゲン大学でギュンター・デューリッヒの助手として働いた後、1964年に正教授の資格を得た。
1969年にザールラント大学、ベルリン自由大学、ローザンヌ大学、ゲッティンゲン大学、マールブルク大学で客員教授を務めた後、1969年にマールブルク大学で公法学の普通教授になった。 1978年にコンスタンツ大学の国法学、行政法学およびカノン法の講座に職を得た。1999年4月1日に名誉教授になった。 

## 業績
重点的に研究しているのは、国法学、国家組織法、基本権、憲法裁判権、一般行政法、国家補償法、地方自治体法、現代憲法史、そして教会と国家教会法の分野である。 
著名な業績は『一般行政法』というテキストである。最新19版（2017年）で、初版は1980年に出版された。それは一般行政法の基本書と見なされ、教育、試験対策、研究ならびに実務にも役立つ。この業績は、一方で権威的な研究文献であり、他方で講義的な巧妙に作られたテキストでもあることによって特徴付けられる。行政法学における重要性の点で、エルンスト・フォルストホフの古い業績と同等とみなされている。広く普及しており、ドイツ行政法だけでなく、いくつかの言語への翻訳を通じて、フランス、中国、台湾、エストニア、ポーランド、ブラジルおよび韓国における法の発展にも影響を与えた。この著作の特徴は、謙抑的で簡明な言葉遣いと、膨大な素材からの基本構造の析出である。国家組織法に関して後に、さらに基礎的な書籍である『国家法I』を著し、それは2020年に7版になる。歴史的アプローチによって、法学の初学者でさえも問題を理解できるようにしている。これら2つの著作とともに、一般行政法と憲法に関する重要な業績の両方を公法学において公表してきた長きにわたる第一人者である。